# Вузький пробіл
У типографіці вузький пробіл — це пробіл, ширина якого зазвичай дорівнює 1⁄5 (рідше 1⁄6) круглої шпації. У західній традиції заведено прирівнювати вузький пробіл до так званого Em — розміру в пунктах, який дорівнює розміру кегелю (наприклад, один кегель у 16-пунктному шрифті дорівнює 16 пунктам — отже, ця одиниця однакова для всіх шрифтів із таким кегелем). У деяких (не всіх) старих шрифтах Em визначається як ширина великої латинської літери M. 

Ширина різних символів пробілу Unicode

Вузький пробіл використовують для додавання вузького відступу — наприклад, між вкладеними лапками або для розділення гліфів, розташованих надто близько один до одного. Він ширше, ніж так званий дуже тонкий пробіл U+200A   HAIR SPACE (HTML &#8202;).
Вузький пробіл призначений для покращення читабельності груп символів, наприклад багатозначних чисел та абревіатур із багатьма цифрами. Завдяки використанню вузьких проміжків окремі групи символів зчитуються легше та мають гармонічніший вигляд. Однак, на відміну від звичайного пробілу, вузький чітко вказує, що символи, які він розділяє, належать до єдиної групи.
У Міжнародній системі одиниць SI, а також у багатьох країнах вузький пробіл використовується десятковий розділювач, яким під час запису багатозначних чисел відділяють групи по три цифри, щоб полегшити їх читання.
У Юнікоді вузький пробіл визначається як U+2009   THIN SPACE (HTML &#8201;⧼dot-separator⧽ &thinsp;) (&ThinSpace;). Деякі текстові редактори, як-от IntelliJ IDEA та Android Studio, відображають символ у вигляді запропонованого скорочення THSP. В UTF-8 він представлений трьома байтами 0xE2, 0x80 і 0xAF.
У Юнікоді є також символ U+202F   NARROW NO-BREAK SPACE (HTML &#8239;) — це нерозривний пробіл, ширина якого дорівнює ширині вузького пробілу.
У редакторах LaTeX і Plain TeX код \thinspace створює вузький нерозривний пробіл. Усередині та поза математичними формулами в LaTeX обернена скісна риска \ також створює вузький нерозривний пробіл.
У деяких версіях Microsoft Word у діалоговому вікні вставлення символів (яке викликається через меню Вставлення → Символ або Вставлення → Спеціальні символи) передбачено обидва символи — як звичайний, так і нерозривний вузькі пробіли. У Word діалоговому вікні Символ у розділі font = «(звичайний текст)» їх вміщено в підрозділ «Загальна пунктуація», символ Юнікоду 2009 та сусідні. В інших текстових редакторах також передбачено способи введення вузького пробілу.